# Синдромом солитарног ректалног улкуса
Синдром солитарног ректалног улкуса (ССРУ) је редак бенигни клинички ентитет нејасне етиологије. Термин улкус (чир)  је заправо више устаљен термин, јер то може заиста бити усамљени чир, али лезија може имати више од једе улцерације. Понекад се и улцерација слузокоже можда неће открити, али је зато нпр. присутна хиперемија слузокоже или равни полипи. Права дијагноза се поставља на основу комбинације клиничке слике, ендоскопског налаза и хистопатолошког налаза.

## Историја
Прве вероватне случајеве ССРУ описао је француски анатом и патолог Жан Крувеије (1791–1874) као случајеве необичних ректалних улкуса. Термин „солитарни улкуси ректума“  први пут је употребио касних 1930-их бристолски хирург Освалд Вон Лојд-Дејвис (1905–1987) који је радио у Сент Марку у Лондону. 
Детаљнији опис серије од 68 пацијената објавили су 1969. Мадиган и Морсон из  установе Сент Марк у Лондону. Ова серија случајеве идентификована је између 1931. и 1967. године у Лондону. 
Коначно, 1975. године, Руттер и Риддел  објавили су свеобухватан концепт патогенезе ССРУ као поремећај  који произилази из ректалног пролапса.

## Епидемиологија
Учесталост болести се процењује на 1 на 100.000 становника, али је вероватно да ће бити већа због недовољне дијагнозе. Обично се јавља код младих одраслих особа, али је описан и код деце и старијих особа. Афекција оба пола је приближно подједнако честа, уз вероватно незнатну превагу женских афекта.
Због реткости болести, усамљени ректални чир се обично не размишља и дијагноза се може поставити доста дуго након појаве симптома. Према објављеним подацима, време од појаве симптома до постављања дијагнозе креће се веома широко, од три месеца до тридесет година.

## Етиопатогенеза
Етиологија и патогенеза болести није у потпуности објашњена. Верује се да је почетни корак у развоју солитарног ректалног улкуса оштећење слузнице директном траумом или локалном исхемијом. Оригинална теорија Рутера и Ридела је претпостављала да је узрочни фактор ректални пролапс, али данас се разматрају и други фактори. Било је, на пример, Доказано је да трауматизација слузокоже ректума доводи до, на пример: дефекација при чучању или, у одређеним околностима, абнормална контракција пуборекталног мишића. Кључни корак у патогенези је пролапс слузокоже, који се сам по себи не може клинички манифестовати. Пролапс доводи до застоја крви, едема и укупних исхемијских промена, што може довести до улцерације.
Хуморална регулација такође може бити укључена у патогенезу. Пацијенти имају смањен проток крви кроз слузницу ректума, што је слично поремећају протока узрокованом поремећеном холинергичком сигнализацијом. Друго могуће објашњење за лошији проток је хипотеза о дисфункцији малих крвних судова, јер хистолошка слика показује повећање везивног ткива.
Такође се показало да пацијенти са појединачним ректалним улкусима имају виши анални притисак, пуборекталну дисинергију и ректалну преосетљивост.
Чини се да сви горе наведени фактори, а можда и неки други, у различитом степену доприносе развоју усамљеног ректалног улкуса.

## Клиничка слика
Клинички, усамљени ректални чир се манифестује:
- ректалним крварењем,

- обилном мукорејом (производњом и дефекацијом слузи),

- напрезањем до дефекације,

- болом у абдомену или перинеуму,

- осећајем непотпуног пражњења,

- констипацијом.

- пролапса ректума.

Код неких пацијената може доћи до инконтиненције. Није сасвим ретко да је ССРУ или потпуно асимптоматски, па се код таквих случајева усамљени ректални чир случајно нађе током прегледа из неког другог разлога.

## Патогенеза
Етиологија и патогенеза болести није у потпуности објашњена. Верује се да је почетни корак у развоју солитарног ректалног улкуса оштећење слузнице директном траумом или локалном исхемијом. Оригинална теорија Рутера и Ридела је претпостављала да је узрочни фактор ректални пролапс, али данас се разматрају и други фактори. Било је, на пример, Доказано је да трауматизација слузокоже ректума доводи до, на пример: дефекација при чучању или, у одређеним околностима, абнормална контракција пуборекталног мишића. Кључни корак у патогенези је пролапс слузокоже, који се сам по себи не може клинички манифестовати. Пролапс доводи до застоја крви, едема и укупних исхемијских промена, што може довести до улцерације.
Хуморална регулација такође може бити укључена у патогенезу. Пацијенти имају смањен проток крви кроз слузницу ректума, што је слично поремећају протока узрокованом поремећеном холинергичком сигнализацијом. Друго могуће објашњење за лошији проток је хипотеза о дисфункцији малих крвних судова, јер хистолошка слика показује повећање везивног ткива.
Такође се показало да пацијенти са појединачним ректалним улкусима имају виши анални притисак, пуборекталну дисинергију и ректалну преосетљивост.
Чини се да сви горе наведени фактори, а можда и неки други, у различитом степену доприносе развоју усамљеног ректалног улкуса. 

## Дијагноза

### Ендоскопски преглед
Лезија је типично на предњем зиду ректума на удаљености од 12&цм од анокутаног споја. Величина лезије обично варира између 0,5 и 4 цм. Само једна лезија се открива у 70% случајева, у преосталим случајевима се открива неколико лезија. Ендоскопски, лезије се могу појавити у неколико облика:
- еритематозни облик (18% случајева),
- полипозни облик (25% случајева),
- улцеративни облик (57% случајева).

За тачну дијагнозу потребно је упоредити биопсију не само из саме лезије, већ и из околне макроскопски нетакнуте слузокоже.

### Хистопатолошка слика
Основне хистопатолошке карактеристике су заједничке за сва три макроскопска облика:
- фибромускуларна облитерација ламине проприа муцосае,
- хипертрофична мусцуларис муцосае са пролиферацијом мишићних снопова између крипта,
- изобличење крипте и хиперплазија, фокална дилатација описана као дилатација у облику дијаманта такође може бити присутна,
- дисторзија и хиперплазија мукозних жлезда,
- проширене капиларе.

Лезија обично има релативно малу инфламаторну инфилтрацију, али може бити присутна акутна и хронична инфламаторна инфилтрација. Ако је лезија ексулцерирана, може бити прекривена псеудомембраном.

## Диференцијална дијагноза
Диференцијално дијагностички требало би имати у виду слетеће болести истања:
- Конову болест
- улцерозни колитис
- исхемијски колитис
- инфекцију
- малигнитет

## Терапија
Због нејасне етиопатогенезе и малог броја случајева, све објављене препоруке су више поткријепљене стручним мишљењем него дубоким патофизиолошким разматрањем или чврстим статистичким доказима.

### Хигијенско-дијететски режим
Конзервативна терапија се сматра основном методом, заснованој првенствено на исхрани са високим садржајем влакана, евентуално допуњену великим лаксативима. 
Препоручује се и промена понашања пацијента тако да мења навике дефекације (мање времена на тоалету, смањено напрезање током дефекације, ограничавање уобичајених лаксатива), што такође може секундарно позитивно утицати на физиологију дефекације. 

### Медикаментозна терапија
Медикаментозна терапија се заснива на примени локалних лекова као шшто су: салицилати, кортикостероиди, сулфасалазин, месалазин, локални фибрин.

### Хируршка терапија
У хируршке процедуре спадају:
Ендоскопске процедуре
- термоаблација аргон ласером.

Хируршки захвати
- трансанална ексцизија оперативним ректоскопом,
- ректопексија,
- ресекција слузокоже по Делормеу,
- перинеална проктектомија по Алтемеиеру,
- трансанална ресекција ректума.